# Giordano Riccati
Giordano Riccati, (Castelfranco Véneto , 25 de febrero de 1709-Treviso, 20 de julio de 1790) fue un matemático, físico, arquitecto, y teórico de la música italiano. Quinto hijo de Jacopo Francesco Riccati y Elisabetta Onigo;  editó numerosas publicaciones y mantuvo una estrecha correspondencia con muchos protagonistas del mundo de la cultura del siglo XVIII.

## Biografía
Su formación científica estuvo a cargo del matemático Ramiro Rampinelli; bajo la supervisión de su padre y continuó sus estudios en la Universidad de Padua; donde asistió a clases de filosofía, literatura, hidráulica y diseño. Fue el primer alumno y gran amigo de Francesco Maria Preti y de Giovanni Miazzi. Durante su carrera, fue un teórico de la arquitectura y un arquitecto talentoso, el estudio de la aplicación de la media proporcional armónica se considera la principal realización teórica de su arquitectura.
También llevó a cabo una fructífera e importante actividad como profesor de música y tuvo una interesante relación con el Giuseppe Tartini, a quien conoció personalmente y con quien mantuvo una vivísima correspondencia, una auténtica mina de reflexión de ideas sobre el papel asumido por las matemáticas en la teoría musical del siglo XVIII. Además, mantuvo correspondencia con Andrea Luchesi; el maestro de capilla de Bonn, a quien a menudo daba juicios y consejos pretendiendo así «demostrar, contra los matemáticos de hoy, que la música no es sólo un arte del sentimiento y de la práctica pura, sino una verdadera ciencia matemática».

## Obra
De sus obras destacan la fachada de la Iglesia de San Teonisto, la Iglesia de San Andrés en Riva, el interior de la Catedral de Treviso, la escalinata del Palacio Spineda en Treviso; también resaltaba la Biblioteca Capitular de Treviso, pero esta fue destruida por el bombardeo estadounidense del 7 de abril de 1944 a la ciudad; durante la Segunda Guerra Mundial. También sobresalen la Iglesia Parroquial de San Marco Evangelista en Caerano di San Marco y la Iglesia de San Andrés en Venegazzù.
Adicionalmente publicó los libros Ensayo sobre las leyes del contrapunto y De las cuerdas.

## Honores
El asteroide (14074) Riccati fue nombrado  en honor a la familia de matemáticos italianos de Jacopo Francesco Riccati (1676-1754) y sus hijos Vincenzo (1707-1775), Giordano (1709-1790) y Francesco (1718-1791).